# قطعنامه ۱۶۶۵ شورای امنیت
قطعنامه  ۱۶۶۵ شورای امنیت سازمان ملل متحد که در تاریخ ۲۹ مارس ۲۰۰۶ تصویب شد، سندی بین‌المللی دربارهٔ بررسی وضعیت مربوط به سودان است. این قطعنامه طی نشست ۵۴۰۲ام با ۱۵ رای موافق، ۰ مخالف و ۰ ممتنع تصویب شد.